# 웨슬리 스나이프스
웨슬리 스나입스(영어: Wesley Snipes, 1962년 7월 31일 ~ )는 미국의 배우, 영화 제작자, 무술인이자 작가다. 수많은 액션, 스릴러, 드라마 영화에 많이 출연했다. 12세 이래 무술 훈련을 시작하여 쇼토쿠 가라데 5단 블랙 벨트와 합기도 2단 블랙 벨트를 받았다. 또한 쿵후와 브라질 유술의 여러 스타일을 익히기도 하였다.
2003년에 대한민국의 드라마 PD인 박철의 딸인 박나경과 결혼하여, 대한민국에서는 "웨서방"이라는 별칭이 있다.
1990년부터 2004년까지 약 2,000만 달러를 탈세한 사실이 2010년에 드러나 구속되어 징역 3년형을 선고받아 펜실베이니아주 매킨 연방 교도소에 수감되었고, 2013년 4월 2일에 출소하여 7월 19일까지 가택에 연금된 후 완전히 석방되었다.

## 어린 시절
플로리다주 올랜도에서 태어나 뉴욕 브롱크스에서 자라온 스나이프스는 P.S. 132 초등학교, I.S. 131 중학교를 거쳐 유명한 피오렐로 라과디아 예술고등학교에서 수학하였다. 그러나 졸업할 수 있기 전에 올랜도로 돌아와 존스 고등학교를 졸업하고, 다시 뉴욕으로 돌아가 뉴욕 주립 대학교 퍼처스 칼리지에 입학하였다. 그의 주니어 해를 떠나 로스앤젤레스에 있는 사우스웨스트 단과대학에서 수학하였다.

## 경력
23세의 나이에 경연 대회에서 상연하였을 때 대리인에 의하여 발탁되었다. 1986년 골디 혼의 《와일드 캐츠》를 통해 영화에 데뷔하였고, 그해의 후기에 TV 시리즈 《마이애미 바이스》의 한 에피소드에 나오기도 하였다. 1987년에는 "Bad"의 뮤직 비디오에 나와 마이클 잭슨의 이길 수 없는 상대로 나왔다가, 같은 해 TV 시리즈 《스타트렉:다음 세대》의 조디 라 포지 역으로 숙고되이도 하였다.
스나입스의 "Bad"의 뮤직비디오 출연은 감독 스파이크 리의 눈에 잡혔다. 그는 《메이저 리그》(1989)에서 윌리 메이스 헤이즈의 더 큰 역을 맡으면서, 리 감독의 《똑바로 살아라》에서 작은 역을 배척하였다. 리는 후에 스나이프스를 《모베터 블루스》(1990)에서 색소포니스트 새도우 헨더슨 역과 《정글의 열기》(1991)의 주역으로 출연시켰다. 배리 마이클 쿠퍼가 그를 위하여 특별히 각본을 쓴 《뉴 잭 시티》(1991)에서 마약 밀매 두목 역을 맡았다. 또한 《슈거 힐》(1994)에서도 마약 거래인 역을 맡기도 하였다.
스나입스는 《패신저 57》(1992), 《데몰리션맨》(1993), 《머니 트레인》(1995), 《더 팬》(1996), 《도망자 2》(1998)과 《떠오르는 태양》(1993) 같은 액션, 스릴러 영화들에서 자신의 역할로 더 잘 알려졌어도 《화이트 멘 캔트 점프》(1992) 같은 코미디 영화들에서도 성공을 거두었다.
1997년 뉴라인 시네마의 《One Night Stand》에서 그의 연기로 인하여 베네치아 국제 영화제에서 볼피 컵(Volpi Cup) 주연상을 수상하였다. 1998년 스나입스는 전 세계에서 1억 5천만 달러의 돈을 들였던 영화 《블레이드》의 최대 광고적 성공을 거두었다. 《블레이드》는 성공적인 시리즈가 되었다. 또한 할리우드 명예의 거리에 선정되었으며, 뉴욕 주립 대학교에서 모교 명예 박사 학위를 취득하였다.

## 출연작 목록
- 《와일드 캐츠》
《황금의 거리》(1986)
- 《메이저 리그》(1989)
- 《모 베터 블루스》
《킹 오브 뉴욕》(1990)
- 《뉴 잭 시티》
 《정글피버》(1991)
- 《워터댄스》
《화이트맨 캔트 점프》
《패신저 57》(1992)
- 《보일링 포인트》
《라이징 선》
《데몰리션 맨》- 사이몬 피닉스 역 (1993)
- 《고공침투》
《슈거 힐》
《드롭 존》(1994)
- 《머니 트레인》(1995)
- 《더 팬》(1996)
- 《원 나잇 스탠드》
 《머더 1600》(1997)
- 《도망자 2》
《블레이드》
《퓨쳐스포츠》(1998)
- 《아트 오브 워》(2000)
- 《블레이드 2》
《언디스퓨티드》(2002)
- 《블레이드 3》(2004)
- 《아트 오브 워 2》(2008)
- 《브루클린 파이니스트》(2009)
- 《익스펜더블 3》(2014) - 독 역
- 《내 이름은 돌러마이트》(2019)
- 《커밍 투 아메리카》(2020)
- 《컷 스로트 시티》(2020)
- 《트루 스토리》 (2021)
- 《데드풀과 울버린》 (2024) - 에릭 브룩스 / 블레이드

## 가족 관계
- 장인: 박철(1938년 ~ 2020년 7월 13일)
- 배우자: 박나경(1973년) - 재혼